# Ashton Lambie
Ashton Lambie (Lincoln, Nebraska, 12 december 1990) is een Amerikaans baanwielrenner.
In 2019 won Lambie op de Pan-Amerikaanse Spelen een gouden medaille met de Amerikaanse ploeg op de ploegenachtervolging.

## Carrière
Lambie reed in 2018 tijdens de Pan-Amerikaanse kampioenschappen in de Mexicaanse stad Aguascalientes een wereldrecord op de individuele achtervolging, hij deed 4.07,251 minuut over de vier kilometer. Lambie scherpte op 7 september 2019 zijn record aan tot 4.06,407 tijdens de Pan-Amerikaanse kampioenschappen in de Boliviaanse stad Cochabamba. Tijdens de wereldbekerwedstrijden op 2 en 3 november 2019 in Minsk raakte Lambie in twee stappen zijn wereldrecord kwijt aan Filippo Ganna, die uiteindelijk 4.02,647 reed. In 2020 werd Lambie tweede achter Ganna op het wereldkampioenschap baanwielrennen bij de achtervolging en een jaar later won Lambie goud op hetzelfde onderdeel, voor Jonathan Milan en Ganna.

## Belangrijkste resultaten

### Baanwielrennen
| Jaar      | AK                                            | PK                                             | WK            | Overig                                         |           |
| Als elite | Als elite                                     | Als elite                                      | Als elite     | Als elite                                      | Als elite |
| --------- | --------------------------------------------- | ---------------------------------------------- | ------------- | ---------------------------------------------- | --------- |
| 2017      | achtervolging · puntenkoers · omnium          |                                                |               |                                                |           |
| 2018      | achtervolging · ploegenachtervolging · omnium | achtervolging · ploegenachtervolging           |               | WB: Londen: ploegenachtervolging               |           |
| 2019      | achtervolging · ploegenachtervolging          | scratch · achtervolging · ploegenachtervolging |               | Pan-Amerikaanse Spelen: · ploegenachtervolging |           |
| 2020      |                                               |                                                | achtervolging |                                                |           |
| 2021      |                                               |                                                | achtervolging |                                                |           |